# Steep Brook
Steep Brook – strumień (brook) w kanadyjskiej prowincji Nowa Szkocja, w hrabstwie Pictou, płynący w kierunku północnym i uchodzący do McLellans Brook; nazwa urzędowo zatwierdzona 22 marca 1926.